# Solinai-tó
A Solinai-tó (lengyelül Jezioro Solińskie) Lengyelország legnagyobb mesterséges tava, víztározó a Besszádok hegységének térségében, a Kárpátaljai vajdaság Leskói járásában.

## Története
Egy nagy teljesítményű vízerőmű tervezése már az 1930-as években elkezdődött, ám a projektet a második világháború megakasztotta. Az építkezést csak 1961-ben kezdték meg a Besszádok egyik völgyének elzárásával. A tó végül 1968-ban jött létre a Solina-gát felépítésével a San folyón. 
22 km²-es területével és 472 000 000 m³-es térfogatával Lengyelország legnagyobb mesterséges tava. A régió legismertebb turisztikai látványossága, olyan vízparti falvakkal, mint Solina, Myczkowce és Polańczyk, amelyek a vízi sportok rajongói számára különféle sportlehetőségeket kínálnak. A tó nagy mélysége, rendkívül tiszta vize és a hegyvidéki táj miatt nagyon népszerű kirándulási helyszín. A tavat a lengyelek „Besszádi-tenger” néven is emlegetik. Az 1970-es évektől kezdve a Besszádok Állami Turisztikai Vállalat (Wojewódzkie Przedsiębiorstwo Turystyczne "Bieszczady") számos hajót vásárolt a tó számára, és létrehozta a Fehér Flottát, mellyel hajós körutazást kínálnak a tavon. A 166 km-es partszakaszt a vállalkozó kedvűek akár körül is biciklizhetik.

## A gát és a vízerőmű
A gát a Solina-Myczkowce Vízerőmű Komplexumhoz tartozik, amelynek ez a nagyobbik erőműve, teljesítménye mintegy 200 MW. A betongát hosszúsága a csúcsánál 664 m, magassága 81,8 m, így Lengyelország legmagasabb gátja. Az erőmű 4 turbinával rendelkezik, melyeket a magyar Ganz-MÁVAG gyártott. Jelenlegi teljesítményét a 2000-2003 közötti átépítés során nyerte el.

## Galéria

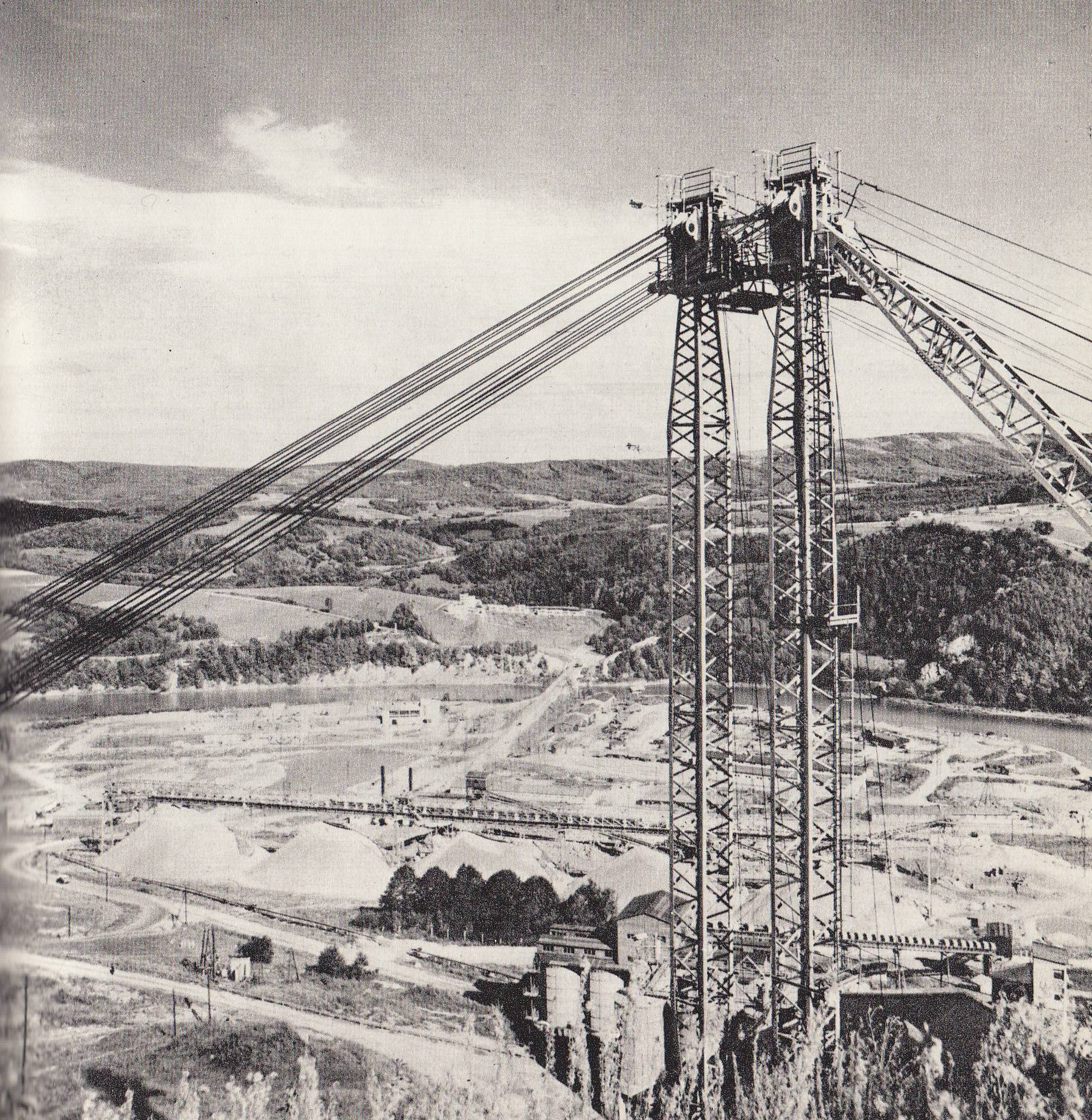
A gát építése 1968-ban
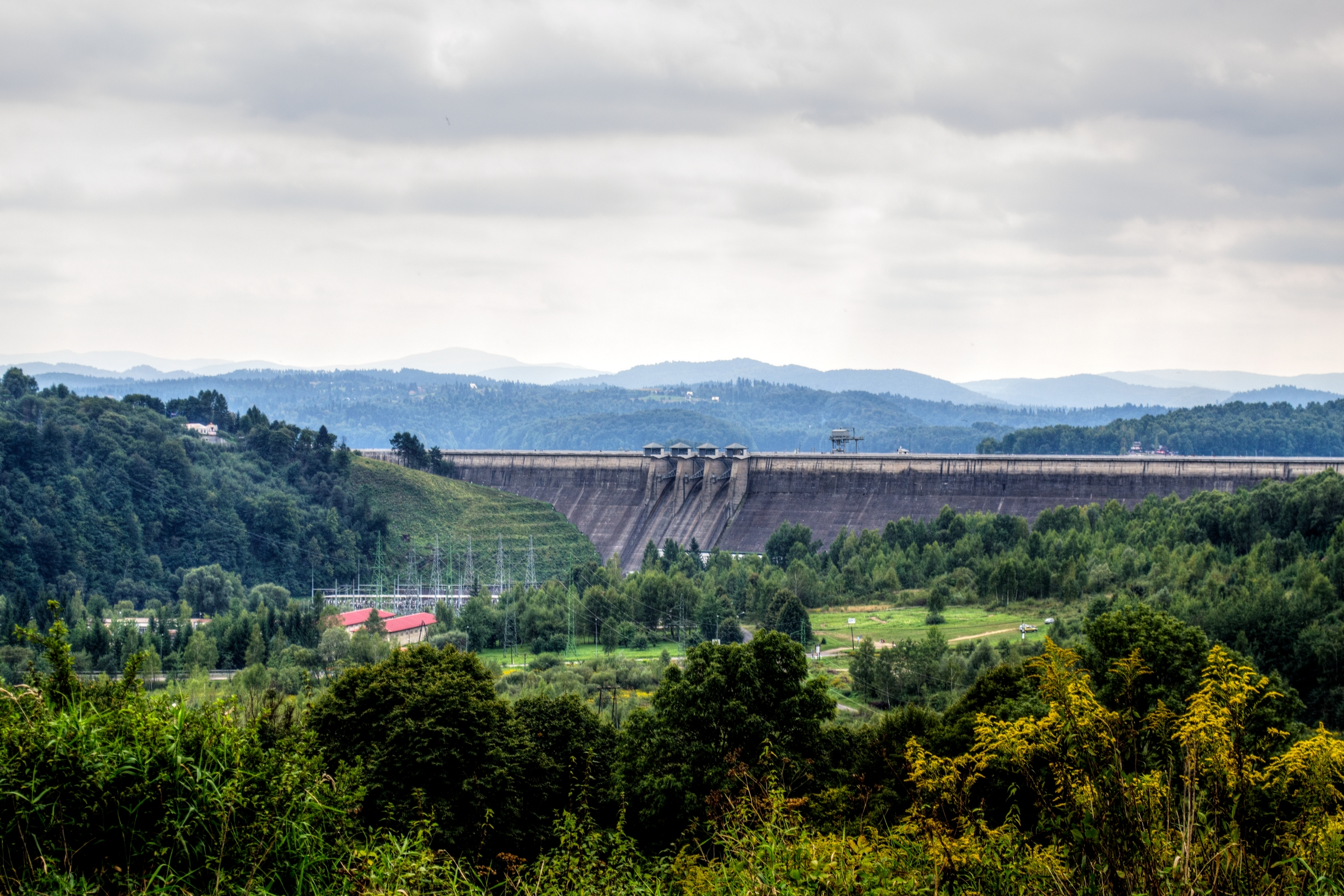
A völgyzárógát
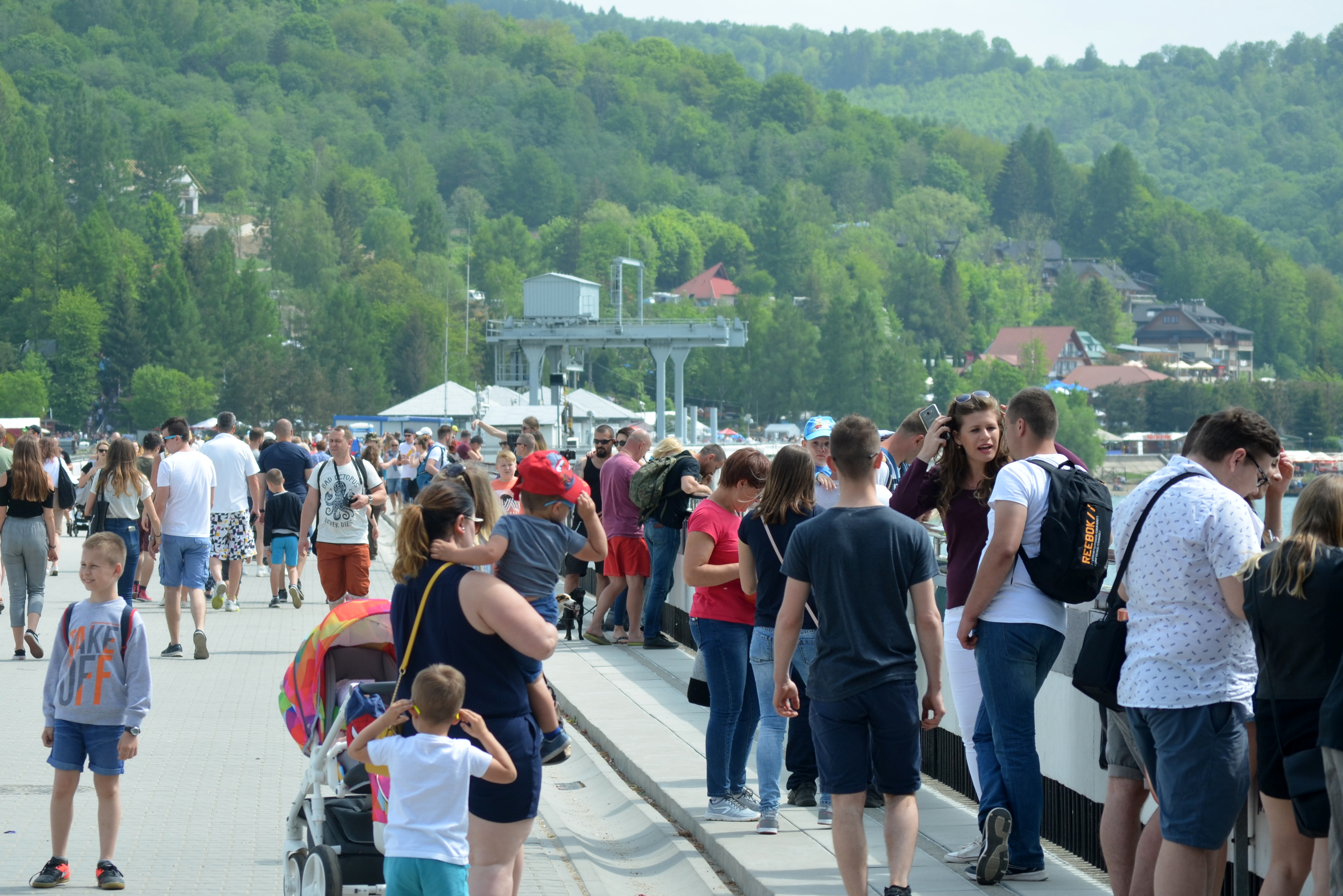
Turisták a gáton
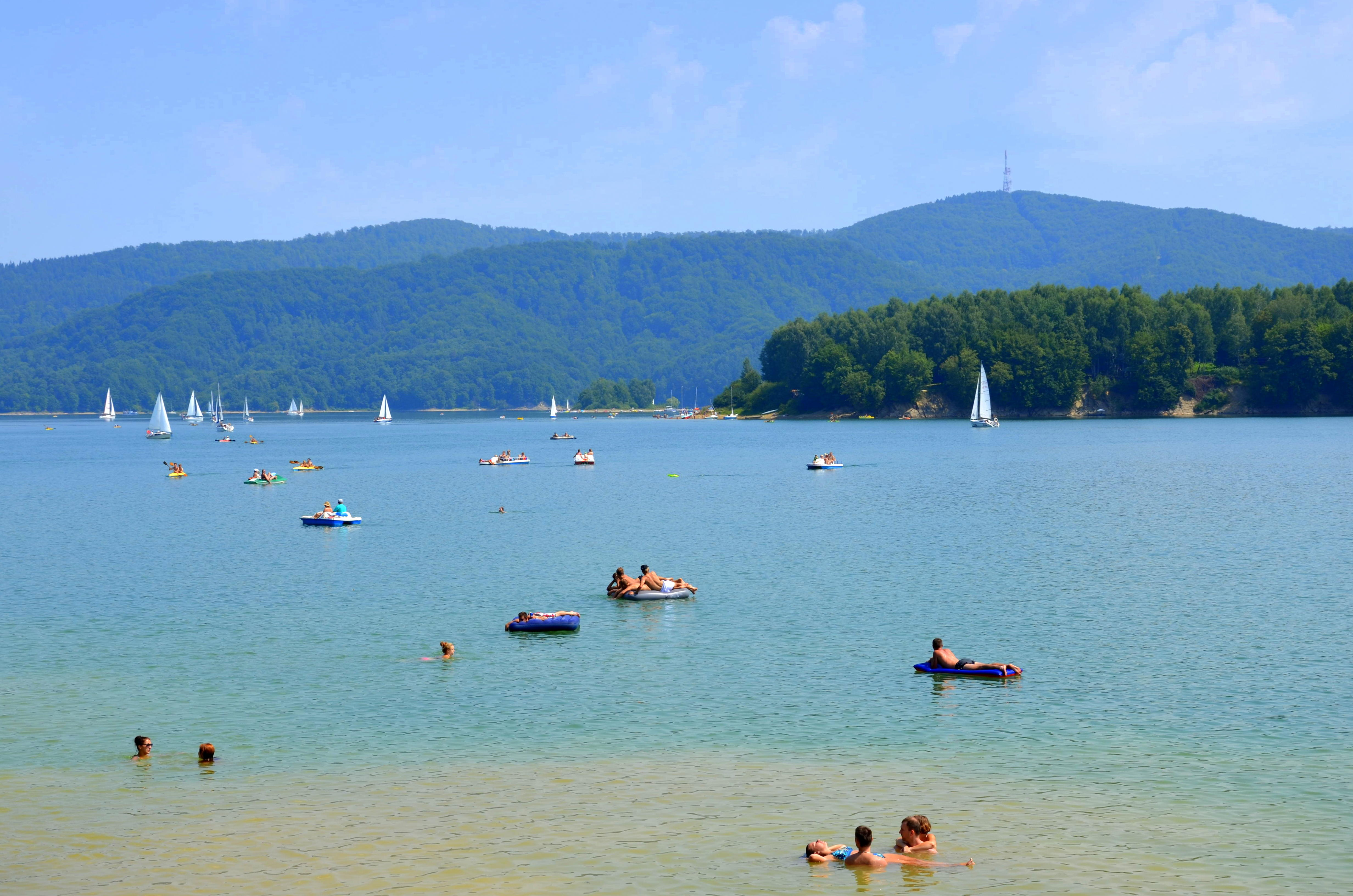
Fürdőzők és vitorlások a tavon

## Fordítás
Ez a szócikk részben vagy egészben  a   Solina-Stausee című német Wikipédia-szócikk ezen változatának fordításán alapul.  Az eredeti cikk szerkesztőit annak laptörténete sorolja fel. Ez a jelzés csupán a megfogalmazás eredetét és a szerzői jogokat jelzi, nem szolgál a cikkben szereplő információk forrásmegjelöléseként.